# Імені Василя Несвіта
Імені Василя Несвіта — вузлова проміжна вантажно-пасажирська залізнична станція 5-го класу Сумської дирекції залізничних перевезень Південної залізниці.
Розташована на перетині двох ліній двоколійної неелектрифікованої Баси — Боромля та Імені Василя Несвіта — Низи між станціями Боромля (11 км), Сироватка (16 км) південніше села Нижня Сироватка Сумського району Сумської області. Від станції відходить колія до станції Низи (11 км). 

## Історія
Станція відкрита 22 грудня 1913 року під назвою Гребінниківка.
8 жовтня 2012 року станція перейменована на честь колишнього начальника Південної залізниці Василя Несвіта.

## Пасажирське сполучення
16 листопада 2010 року відкрито рух рейкових автобусів на ділянці Гребінниківка (нині — Імені Василя Несвіта) — Низи. Але незважаючи на низьку вартість проїзду рейкобуса, він виявився незатребуваний, і незабаром був скасований.
На станції зупиняються пасажирські та приміські поїзди.
Приміські поїзди прямують до станцій Суми, Білопілля, Віринський Завод, Кириківка, Люботин, Мерчик, Смородине.